# Diderot (couraçado)
O Diderot foi um couraçado pré-dreadnought operado pela Marinha Nacional Francesa e a terceira embarcação da Classe Danton, depois do Danton e Condorcet, e seguido pelo Voltaire, Mirabeau e Vergniaud. Sua construção começou em outubro de 1907 na Ateliers et Chantiers de la Loire e foi lançado ao mar em abril de 1909, sendo comissionado em agosto de 1911. Era armado com quatro canhões de 305 milímetros em duas torres de artilharia duplas, tinha um deslocamento de mais de dezoito mil toneladas e conseguia alcançar uma velocidade máxima de dezenove nós.
O Diderot teve uma carreira tranquila em tempos de paz, participando principalmente de exercícios de rotina. A Primeira Guerra Mundial começou em 1914 e o navio tentou, sem sucesso, encontrar os cruzadores alemães SMS Goeben e SMS Breslau. Depois disso foi designado para o Mar Adriático a fim de conter a Marinha Austro-Húngara, com sua principal ação tendo sido a Batalha de Antivari. O resto de seu serviço na guerra consistiu em pequenos ataques, patrulhas e bloqueios na área. Após a guerra tornou-se um navio-escola e foi desmontado em 1937.

## Projeto
Embora os navios da classe Danton representassem uma melhoria significativa em relação à classe Liberté, especialmente com o aumento de deslocamento de 3 mil toneladas, eles foram superados pelo advento do dreadnought bem antes de serem concluídos. Isto, combinado com outras características desvantajosas, incluindo o grande peso em carvão que tinham que transportar, fez deles navios pouco bem-sucedidos, embora seus numerosos canhões de tiro rápido fossem de alguma utilidade no Mediterrâneo.
O Diderot tinha 146,6 metros de comprimento total e tinha uma boca de 25,8 metros e um calado de carga total de 9,2 metros. Ele deslocava 19 736 toneladas em carga profunda e tinha uma tripulação de 681 oficiais e soldados. O navio era movido por quatro turbinas a vapor Parsons, usando vapor gerado por vinte e seis caldeiras Belleville. As turbinas foram avaliadas em 16 800 kW e proporcionou-lhe uma velocidade máxima de cerca de 19 nós (35 quilômetros por hora). O Diderot, no entanto, atingiu uma velocidade máxima de 19,9 nós (36,9 quilômetros por hora) em seus testes no mar. Ele transportava no máximo 2 027 de carvão, o que lhe permitia navegar por 3 370 milhas náuticas (6 240 quilômetros) a uma velocidade de 10 nós (19 quilômetros por hora).
A bateria principal do Diderot consistia em quatro canhões de 305 milímetros/45 Modèle 1906 montados em duas torres de canhões gêmeas, uma na proa e uma na popa. A bateria secundária consistia em doze canhões de 240 milímetros/50 Modèle 1902 em torres duplas, três de cada lado do navio. Vários canhões menores foram transportados para defesa contra torpedeiros. Entre eles estavam dezesseis canhões L/65 de 75 milímetros e dez canhões de 47 milímetros. O navio também estava armado com dois tubos de torpedos de 450 milímetros. O cinturão principal do navio era de 270 milímetros de espessura e a bateria principal era protegida por até 300 milímetros de armadura. A torre de comando também tinha 300 milímetros de espessura nas laterais.

### Modificações de guerra
Durante a guerra, canhões antiaéreos de 75 milímetros foram instalados nos tetos do navio, além de duas torres de 240 milímetros na proa do navio. Em 1918, o mastro principal foi encurtado para permitir que o navio fosse equipado com um balão amarrado, além de um aumento na elevação dos canhões de 240 milímetros, o que estendeu seu alcance para 18 mil metros.

## Carreira

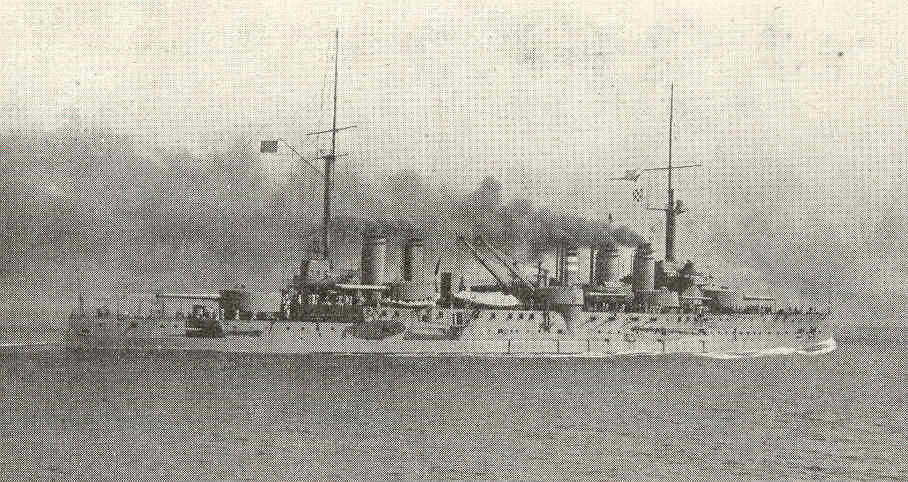
Diderot em 1913

A construção do Diderot começou em 26 de dezembro de 1906 pelos Ateliers et Chantiers de la Loire em Saint-Nazaire e o navio foi lançado em 20 de outubro de 1907. Ele foi lançado em 19 de abril de 1909 e concluído em 1º de agosto de 1911. O navio foi designado para a Primeira Divisão do Primeiro Esquadrão (escadre) da Frota do Mediterrâneo quando foi comissionado. O navio participou de manobras combinadas da frota entre Provença e Tunísia em maio-junho de 1913 e da subsequente revisão naval conduzida pelo presidente da França, Raymond Poincaré, em 7 de junho de 1913. Depois, o Diderot juntou-se ao seu esquadrão na sua viagem ao Mediterrâneo Oriental em Outubro-Dezembro de 1913 e participou no grande exercício da frota no Mediterrâneo em Maio de 1914.

### Primeira Guerra Mundial
No início de agosto de 1914, o navio cruzou o Estreito da Sicília na tentativa de impedir que o cruzador de batalha alemão SMS Goeben e o cruzador leve SMS Breslau avançassem para o oeste. Em 16 de agosto de 1914, a frota combinada anglo-francesa sob o comando do almirante Auguste Boué de Lapeyrère, incluindo o Diderot, fez uma varredura no Mar Adriático. Os navios aliados encontraram o cruzador austro-húngaro SMS Zenta, escoltado pelo contratorpedeiro SMS Ulan, bloqueando a costa de Montenegro. Havia muitos navios para o Zenta escapar, então ele ficou para trás para permitir que o Ulan escapasse, sendo afundado por tiros durante a Batalha de Antivari, na costa de Bar, Montenegro. O Diderot posteriormente participou de uma série de ataques ao Adriático no final do ano e patrulhou as Ilhas Jônicas. De dezembro de 1914 a 1917, o navio participou do bloqueio distante do Estreito de Otranto enquanto estava baseado em Corfu. Em maio de 1918, o Diderot tornou-se o carro-chefe da Primeira Divisão do Segundo Esquadrão e foi transferido naquele mês para Mudros com seus navios irmãos, Mirabeau e Vergniaud, para evitar que o Goeben invadisse o Mediterrâneo, permanecendo lá até o fim da guerra.

### Pós-guerra
Após a assinatura do Armistício de Mudros em 30 de outubro entre os Aliados e o Império Otomano, o navio participou da fase inicial da ocupação de Constantinopla, de 12 de novembro a 12 de dezembro. O Diderot ficou baseado em Toulon durante 1919 e foi modernizado em 1922-25 para melhorar sua proteção subaquática. O couraãdo tornou-se um navio de treinamento em 1927 e foi condenado em 17 de março de 1937; foi vendido para M. Gosselin-Duriez em 30 de julho de 1937 por 3.557.010 francos, chegando a Dunquerque para desmantelamento em 31 de agosto.